# Praça Olavo Bilac
A Praça Olavo Bilac é uma praça situada no bairro de Engenheiro Pedreira, na cidade fluminense de Japeri. Localiza-se na Estrada Engenheiro Pedreira. Próximo à praça situa-se um dos acessos à Estação Engenheiro Pedreira da Linha Japeri.
Localizada no centro comercial do bairro de Engenheiro Pedreira, a praça conta, dentre outras coisas, com bancos, banheiros, mesas para jogos e quiosques. O jardim do logradouro é integrado por espécies nativas da Mata Atlântica. Na Praça Olavo Bilac são realizados alguns eventos culturais esporádicos, como exibição de filmes e de peças teatrais. Em 2021, a praça recebeu, em ação de revitalização, uma nova pintura com tons de verde, azul e branco, presentes no brasão da cidade de Japeri.
O nome do logradouro é uma homenagem a Olavo Bilac, um jornalista e poeta brasileiro considerado o principal representante do parnasianismo no Brasil. Bilac foi o responsável pela criação da letra do Hino à Bandeira do Brasil, bem como foi membro fundador da Academia Brasileira de Letras.